# Малакиас, Артуро
Артуро Малакиас (исп. Arturo Malaquias, род. 16 апреля 1975 года) — мексиканский легкоатлет, бегун на длинные дистанции. На Олимпийских играх 2012 года занял 70-е место в марафоне с результатом 2:26.37. Занял 116-е место на чемпионате мира по кроссу 2002 года.
Личный рекорд в марафоне — 2:13.31, был установлен 4 марта 2012 года на марафоне в Торреоне.